# فيجان (علي أباد ملك)
فیجان (بالفارسية: فیجان) هي منطقة سكنية تقع في إيران في قسم علي أباد ملك الريفي. يقدر عدد سكانها بـ 35 نسمة .